# Recensement de la Grèce de 1834-1836
Le recensement de la population de 1834-1836 (en grec moderne : Ελληνική απογραφή 1834-1836),  est désigné par certaines sources comme étant la collecte de données démographiques par l'État grec (le royaume de Grèce) opérant sous la supervision de la Régence d'Othon Ier, probablement en 1834, qui peut avoir duré jusqu'en 1836 lors de la formation des premières municipalités du pays,.
Aucune donnée sur ce recensement n'est largement connue et les médias rapportent donc que son déroulement est contesté, tandis que d'autres sources y font référence comme étant le premier « décompte » du royaume de Grèce, qui a eu lieu en 1836,. Les données officielles du recensement, fournies par le Service statistique ne mentionnent pas de recensement en 1834, mais mentionnent l'existence de tableaux incomplets datant de 1836. Ces chiffres sont décrits comme une énumération (par opposition à un recensement qui est aujourd'hui considéré comme une description plus complète de la population qu'un simple dénombrement) qui était « plus ou moins détaillée pour l'ensemble du pays » et qui « a été dispersée entre les années 1834-1836 ». Des données globales sont données dans un livre anglais de 1842 pour la Grèce.

## Création du Bureau de l'économie publique
Le 22 mai 1834, l'État grec nouvellement établi, gouvernement d'Aléxandros Mavrokordátos, créé le Bureau de l'économie publique (el) au sein du Secrétariat de l'intérieur (ministère de l'Intérieur) qui, dans les années suivantes, collecte des données sur la population, l'industrie et l'agriculture. On rapporte que cet office a été créé grâce aux efforts de Gustave d'Eichthal, adepte des idées de Claude-Henri de Rouvroy de Saint-Simon, plaçant la Grèce parmi les pays européens qui créent alors des offices statistiques similaires. 

## Données signalées
La première année où les résultats des recensements ont été publiés est 1846. Seules les données des recensements de 1839, 1840, 1841, 1842, 1843 et 1844 ont été incluses, et non celles de 1836, 1837 et 1838. Une source officielle, Aléxandros Mansólas, chef du département de l'économie publique au ministère de l'Intérieur (dans le même bureau qui a effectué le recensement), déclare en 1867 (23 ans plus tard) qu'en ce qui concerne le recensement de la population de 1837 et 1836, il n'a trouvé que des tableaux incomplets dont il n'a pu faire aucun usage, il a donc présenté un tableau de la population agrégée à partir de 1838.
À la suite du dénombrement, les éléments suivants sont déclarés :
- 156 823 familles pour un total de 693 592 habitants,

tandis qu'ailleurs les chiffres suivants sont rapportés :
- 1834 : 651 233
- 1835 : 674 185
- 1836 : 751 077

Dans la même source, les données de population pour 1836 sont données par province.